# Torneo de Charleston 2015
El Family Circle Cup 2015 es un evento de tenis WTA Premier en la rama femenina. Se disputará en Estados Unidos, en el Family Circle Tennis Center de Daniel Island, Charleston, Carolina del Sur. Será el único torneo en el año de la temporada de polvo de ladrillo que se disputará con arcilla verde. Forma parte de un conjunto de eventos que hacen de antesala a la gira europea que culmina en Roland Garros, entre el 6 de abril y el 12 de abril del 2015 en los cuadros principales femeninos. La etapa de clasificación se disputó desde el 3 de abril.

## Cabezas de serie

### Individuales femeninos
| Tenista                    | Ranking | Preclasificada |
| Eugenie Bouchard           | 7       | 1              |
| Yekaterina Makarova        | 9       | 2              |
| Andrea Petkovic            | 10      | 3              |
| Lucie Šafářová             | 11      | 4              |
| Sara Errani                | 13      | 5              |
| Angelique Kerber           | 15      | 6              |
| Jelena Janković            | 17      | 7              |
| Madison Keys               | 18      | 8              |
| Sabine Lisicki             | 21      | 9              |
| Barbora Záhlavová-Strýcová | 22      | 10             |
| Caroline Garcia            | 25      | 11             |
| Samantha Stosur            | 26      | 12             |
| Zarina Diyas               | 32      | 13             |
| Belinda Bencic             | 34      | 14             |
| Irina-Camelia Begu         | 35      | 15             |
| Anastasia Pavlyuchenkova   | 38      | 16             |

- Ranking del 23 de marzo de 2015

### Dobles femeninos
| Tenista                                       | Ranking | Preclasificada |
| Yekaterina Makarova Yelena Vesnina            | 16      | 1              |
| Raquel Kops-Jones Abigail Spears              | 28      | 3              |
| Caroline Garcia Katarina Srebotnik            | 43      | 2              |
| Michaëlla Krajicek Barbora Záhlavová-Strýcová | 53      | 4              |

## Campeonas

### Individuales femeninos
Angelique Kerber venció a  Madison Keys por 6-2, 4-6, 7-5

### Dobles femenino
Martina Hingis /  Sania Mirza vencieron a  Casey Dellacqua /  Darija Jurak por 6-0, 6-4